# Lej sufozyjny
Lej sufozyjny lejek sufozyjny, werteb sufozyjny, wertep sufozyjny, kocioł sufozyjny - wklęsła forma ukształtowania terenu: okrągłe lub eliptyczne zagłębienie terenu o stromych ścianach i głębokości do kilku metrów. Powstaje w wyniku zapadania się terenu będącego skutkiem procesu sufozji.